# Aufblasbare Leinwand

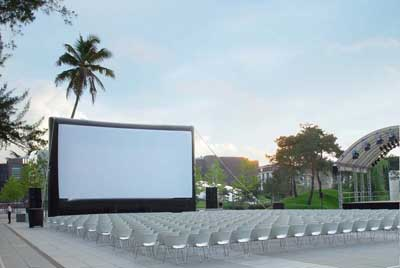
Ein Freiluftkino mit aufblasbarer Leinwand

Eine aufblasbare Leinwand ist ein aus PVC-beschichtetem Gewebe bestehender luftbefüllter Rahmen, in den eine Projektionsbildwand mit einem Leuchtdichtefaktor („Gain factor“) von 1 eingehängt wird. Möglich ist die Rückprojektion mit Leinwänden, die bis zu 20 m × 10 m groß sein können. Größere aufblasbare Rahmen haben eine oder mehrere unterstützende Mittelsäulen.
Für die Stabilität des Rahmens sorgt ein Kaltluftgebläse, das den Innendruck konstant aufrecht hält. Andere Modelle mit versiegeltem Rahmensystem benötigen keine permanente Luftzufuhr.
Ein System aus Spannseilen und Gegengewichten sichert die Befestigung bis hin zu Windstärke 5 (Beaufort 5 auf der Beaufortskala), was in etwa einer Windgeschwindigkeit von maximal 38 km/h gleichkommt. Die aufblasbaren Leinwände können fast überall freistehend befestigt werden, unabhängig von Fassaden, Gerüsten oder anderen unterstützenden Konstruktionen. Außerdem besteht die Möglichkeit, die Leinwand aufzuhängen oder auf Wasser schwimmend aufzubauen. Die Projektoren wurden im Laufe der Jahre zunehmend günstiger, kompakter und gleichzeitig lichtstärker.
Die aufblasbaren Leinwände werden vor allem bei Freiluftkinos und Freiluftveranstaltungen verwendet. Seit 1994 haben sie den Markt verändert, indem sie zu den Stahlgerüsten eine kostengünstige, schneller auf- und abzubauende Alternative boten. Die Anzahl der Freiluftkinos stieg seit den 1990er Jahren stetig an und ist mittlerweile in Großstädten und in Kleinstädten zum Trend geworden.
Aufblasbare Leinwände, die Projektoren benötigen, werden außer bei Veranstaltungen ebenfalls in der Außenwerbung eingesetzt. Statt der weißen Leinwand wird in den aufblasbaren Rahmen ein mit einer Werbebotschaft bedrucktes Megaposter eingespannt. Diese Sonderwerbeformen werden insbesondere bei Festivals, Messen und an vielbefahrenen Straßen aufgestellt.
Neben der normalen einseitigen Nutzung ergibt sich die Möglichkeit, die aufblasbare Leinwand doppelt zu nutzen. Hierfür wird die Leinwand von beiden Seiten blickdicht bespannt und kann zeitgleich von beiden Seiten bespielt werden. Da bei dieser Nutzung beim Ablassvorgang der Leinwand eine Seite der weißen Leinwand auf den Boden fallen würde, wird die Leinwand in einem Leinwandcase als Schutz eingewickelt. 